# 莫克清真寺
莫克清真寺 (波斯語：مسجد نصیر الملک – Masjed e Nasir ol Molk),俗称“粉红清真寺”，是伊朗设拉子的一座清真寺。
该清真寺的立面大量采用彩色玻璃，室内则大量采用粉红色的瓷砖，因而俗称为粉红清真寺。

## 历史

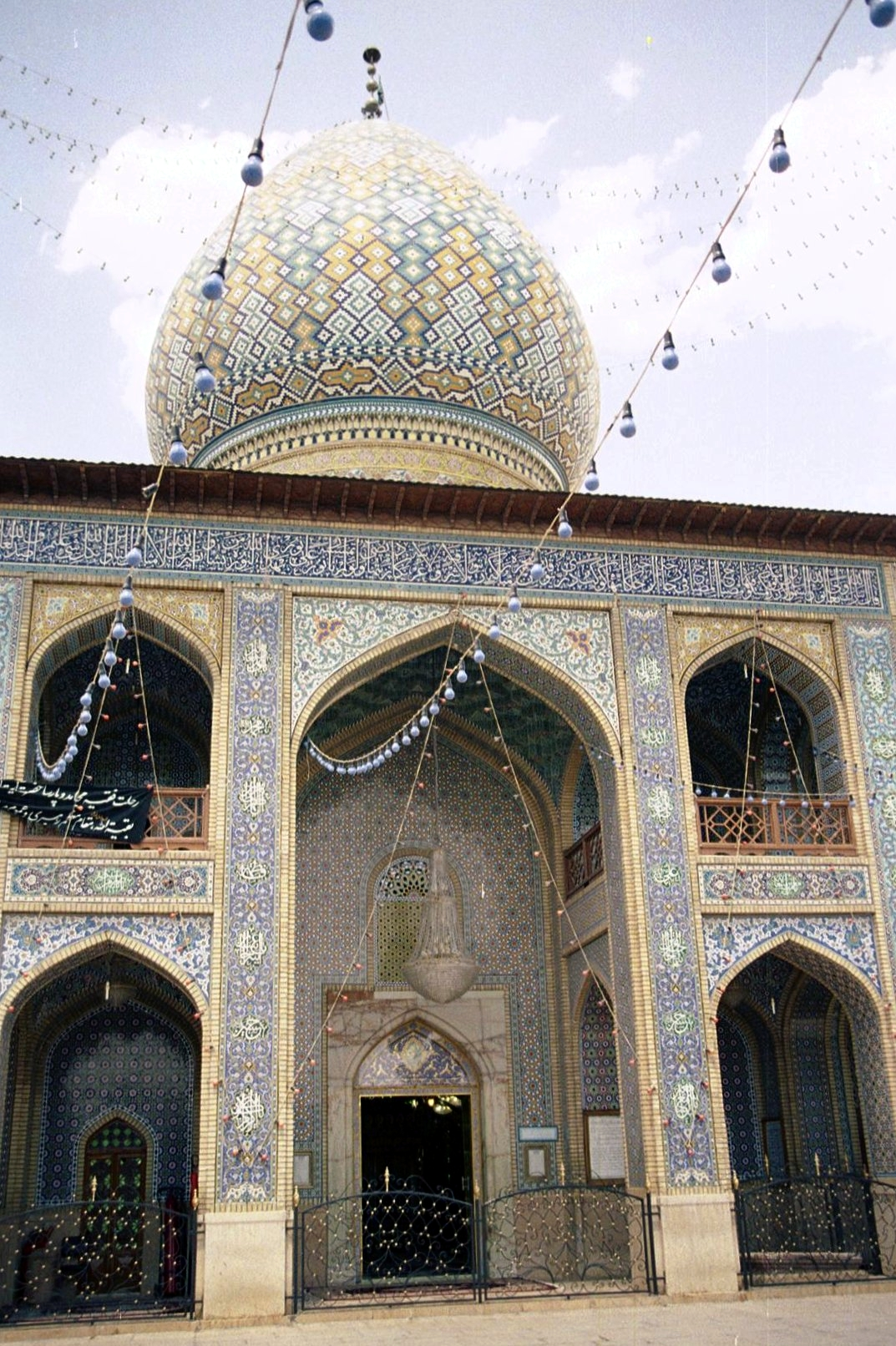
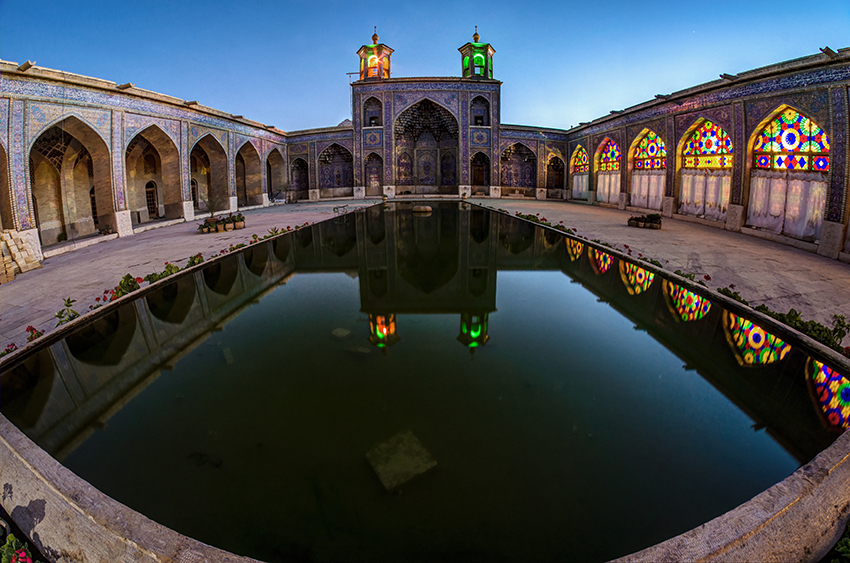
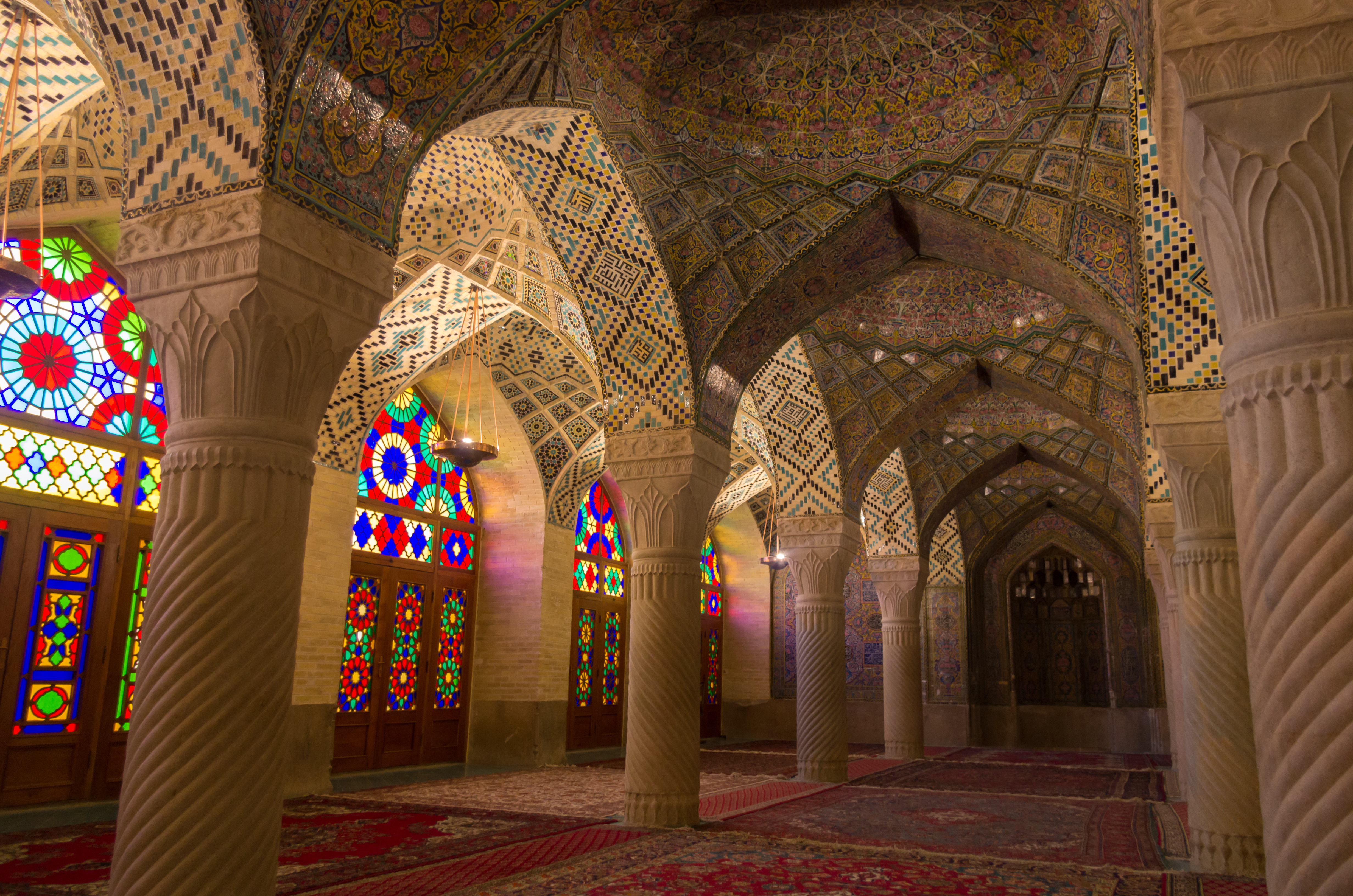
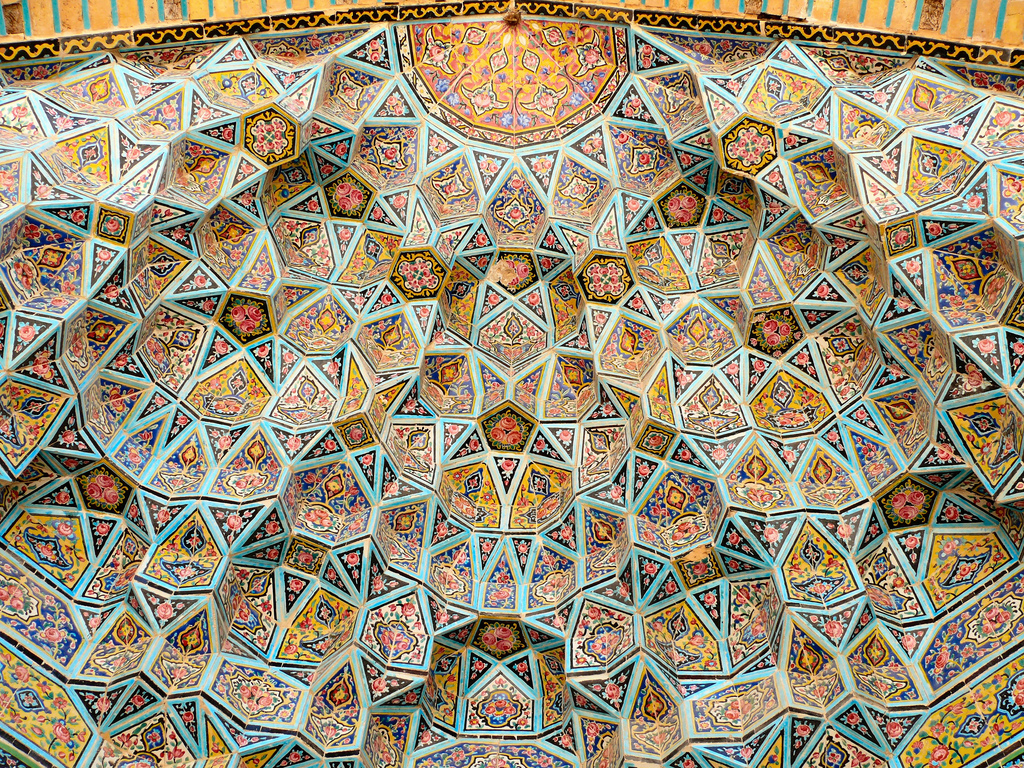
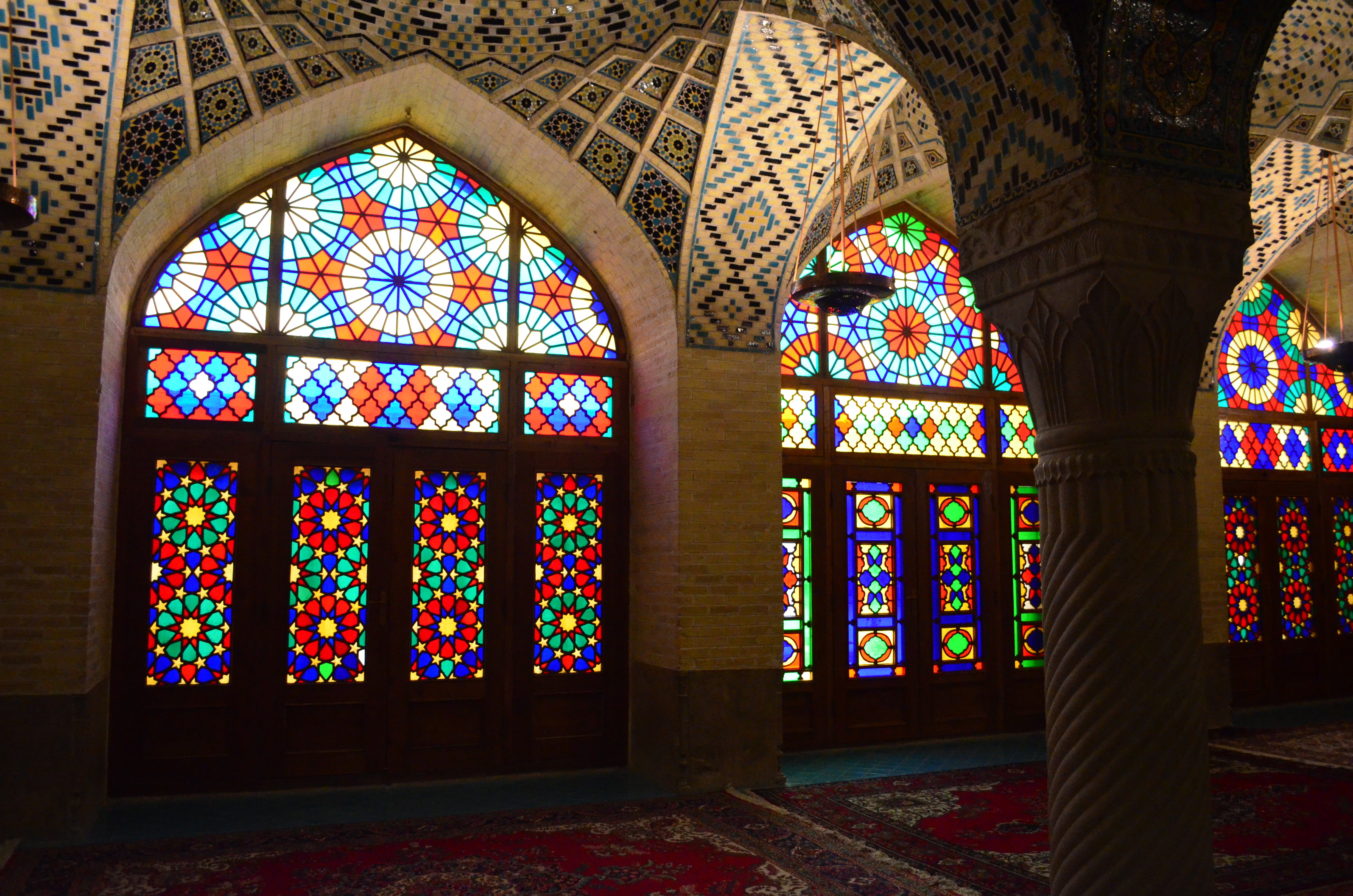
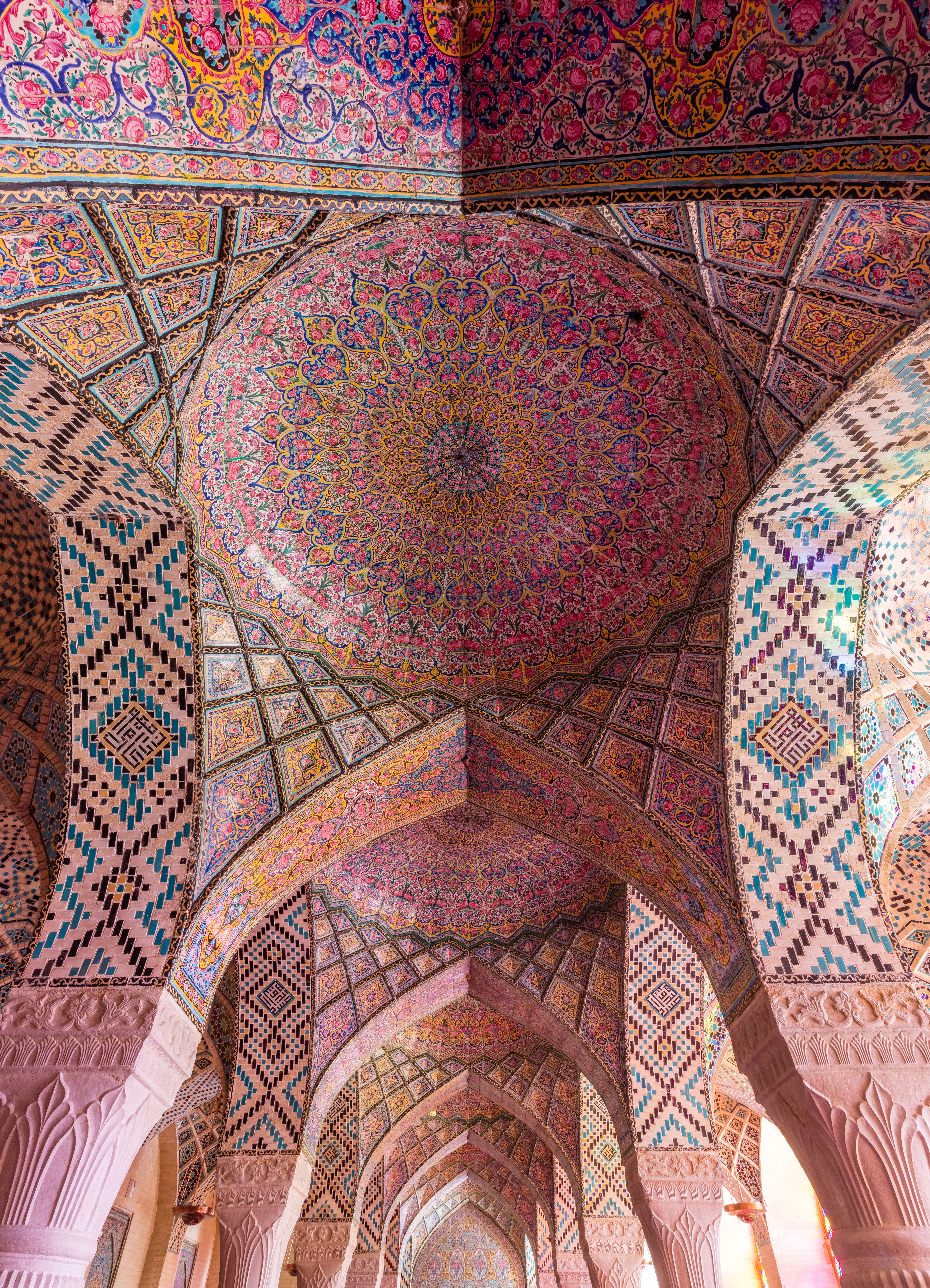

该清真寺建于1876年到1888年。